# 椿峠 (兵庫県)
椿峠（つばきとうげ）は、兵庫県赤穂郡上郡町と相生市との境に位置する、東西に走る兵庫県道5号姫路上郡線にある峠。標高139m。